# Christopher Monckton, 3. Viscount Monckton of Brenchley

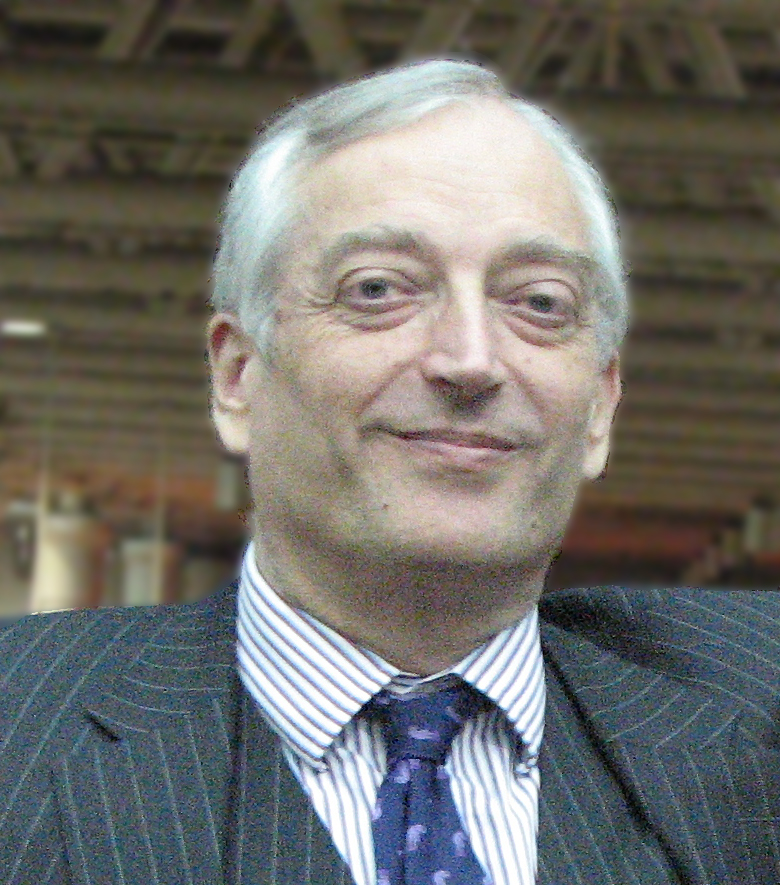
Christopher Monckton (2009)

Christopher Walter Monckton, 3. Viscount Monckton of Brenchley (* 14. Februar 1952) ist ein britischer Redner, Politiker, ehemaliger Zeitungsherausgeber und erblicher Peer. Als ehemaliges Mitglied der Conservative Party wechselte er 2010 zur rechtspopulistischen UK Independence Party und später zur Brexit Party. Er hatte zuvor im Conservative Central Office und in den 1980er Jahren bei Margaret Thatcher in der Number 10 Policy Unit gearbeitet. Auf ihn geht die Erfindung des Eternity-Puzzle zurück.
Monckton gilt als allgegenwärtiger Akteur der internationalen Klimaleugnerszene. Große mediale Aufmerksamkeit erreichte eine Widerlegung der durch Monckton verbreiteten Mythen zum Klimawandel durch den Wissenschaftler John P. Abraham.

## Persönliches
Er wurde als ältester Sohn des Generalmajors Gilbert Monckton, 2. Viscount Monckton of Brenchley, und von Marianna Letitia (geb. Bower), der früheren High Sheriff of Kent und Dame des Malteserordens geboren. Er selbst ist Ehren- und Devotions-Ritter des Ordens. Monckton hat drei Brüder und eine Schwester, Rosa Monckton, welche mit Dominic Lawson verheiratet ist. Er wurde römisch-katholisch erzogen.
Beim Tod seines Vaters erbte er 2006 dessen Viscount-Titel. Dieser ist seit Einführung des House of Lords Act 1999 nicht mehr mit einem erblichen Sitz im britischen Oberhaus (House of Lords) verbunden. Monckton bezeichnete sich dennoch mehrfach als Mitglied des britischen Oberhauses (wenn auch ohne Sitz- und Wahlrecht). Im Juli 2011 erklärte das House of Lords offiziell, Monckton „sei kein Mitglied des Oberhauses und es auch nie gewesen“, und forderte Monckton auf, weitere diesbezüglichen Behauptungen in Zukunft zu unterlassen.

## Politische Positionen
1987 erntete Monckton scharfe Kritik für seine Behauptung, dass der einzige Weg, AIDS zu stoppen, die dauerhafte und obligatorische Quarantäne aller HIV-positiven Menschen wäre. In einem Interview 2007 sagte Monckton dazu, dass nach seinen Vorschlägen „Lobbygruppen aufgeheult“ hätten, und sprach in diesem Zusammenhang von einer „homosexuellen Lobby“.
Der erklärte EU-Skeptiker Monckton befürwortet einen Austritt Großbritanniens aus der Europäischen Union, die er als „antidemokratisch“ bezeichnet.
Zudem stellte er mehrfach den Geburtsort Barack Obamas und damit die Legitimität der Präsidentschaft Obamas in Frage.
Im Februar 2013 trat Monckton als Gastredner auf bei einer Veranstaltung der Rise Up Australia Party des christlichen Predigers und Abtreibungsgegners Daniel Nalliah.

### Klimawandelleugnung

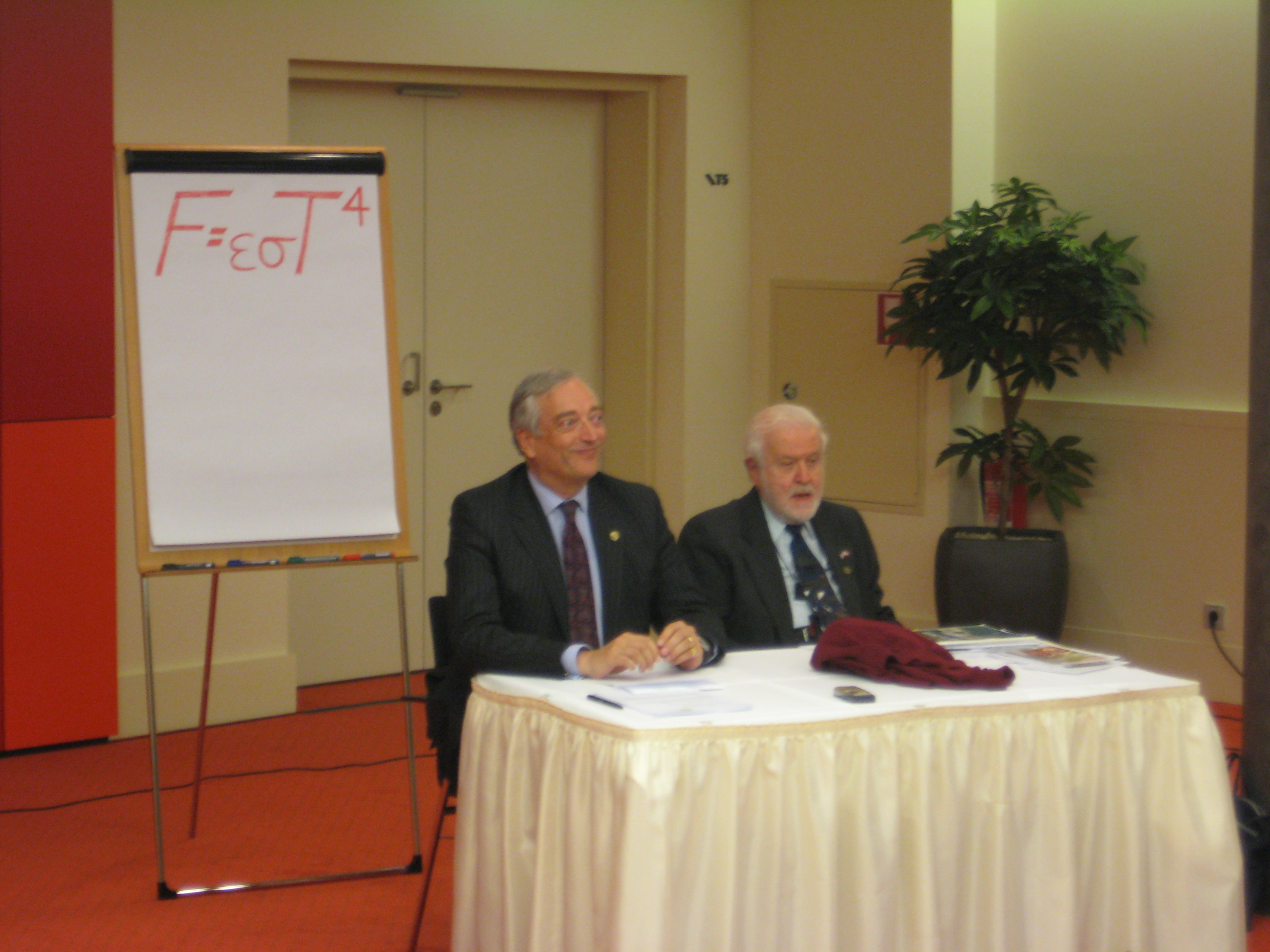
Monckton (links) und Fred Singer bei einer Veranstaltung der Klimaleugnerorganisation EIKE im Jahr 2009.

Monckton wird als Person beschrieben, die „allgegenwärtig“ ist in der (Klimawandel)-Leugnung und „so ziemlich auf allen Klimawandel-Leugner-Konferenzen unterwegs“. Er ist leitender politischer Berater des Science and Public Policy Institutes, eines Think Tanks, der sich auf die Klimawandelleugnung spezialisiert hat. Monckton arbeitet zudem als politischer Berater für das Heartland Institute und tritt häufig als Redner bei Veranstaltungen von industriefinanzierten Organisationen auf.
Er schreibt u. a. regelmäßig Beiträge für den Klimaleugnerverein EIKE. Mit seinen Thesen stieß er auf scharfen Widerspruch bei Wissenschaftlern, unter anderem 2010 in einer Stellungnahme von 21 führenden Klimaforschern. 2017 trat er als Gastredner bei einer von den beiden Klimaleugnerorganisationen EIKE und CFACT veranstalteten „Klimakonferenz“ in Düsseldorf auf.
2007 produzierte Monckton, einen klimaskeptischen Film mit dem Titel Apocalypse No!, den um ihn zusammen mit dem ähnlich ausgerichteten The Great Global Warming Swindle an britischen Schulen zu verteilen, wo beide zusammen als Gegengewicht zum von Al Gore produzierten Film Eine unbequeme Wahrheit gezeigt werden sollten. Finanziert wurde dieser Film vom Science and Public Policy Institute, für das Monckton tätig ist.
Anlässlich der UN-Klimakonferenz in Kopenhagen 2009 verkündete Monckton, es drohe dort die Errichtung einer „kommunistischen Weltregierung“ und bezeichnete dort junge Protestierende unter anderem als „Nazi“ und wiederholt als „Hitlerjugend“, obwohl sich einer der Jugendlichen zuvor als Jude zu erkennen gegeben hatte. Zudem nannte er den Klimaforscher James E. Hansen ein „vollbezahltes Mitglied des neuen Regimes“ und erklärte, Hansen habe „überall eines der unfehlbaren Kennzeichen von Nazismus und Faschismus“.
2019 sagte er in einer Anhörung für die AfD im Bundestag aus. Im September 2019 war er einer der Autoren der von der Klimaleugnerorganisation Clintel initiierten, an die UN gerichteten European Climate Declaration, in der die Existenz der Klimakrise bestritten wird.